# Julia Louis-Dreyfus
Julia Scarlett Elizabeth Louis-Dreyfus (New York, 13 gennaio 1961) è un'attrice, comica e doppiatrice statunitense.
È nota principalmente per aver recitato in serie televisive come Seinfeld, La complicata vita di Christine e per il ruolo di Selina Meyer nella pluripremiata serie televisiva Veep - Vicepresidente incompetente. Nel ruolo della vicepresidente Selina Meyer, l'attrice ha vinto sei Emmy come migliore attrice protagonista in una serie commedia dal 2012 al 2017, stabilendo un record come prima attrice a vincere il premio sei volte consecutive. Il primo Emmy conquistato nella stessa categoria è del 2006 con il personaggio di Christine in La complicata vita di Christine, con un totale di sette premi ricevuti.

## Biografia
Nasce a New York il 13 gennaio 1961 da William Louis-Dreyfus (nato Gérard Louis-Dreyfus), un avvocato francese di origine ebraica, uno degli uomini più ricchi del mondo secondo la rivista Forbes, e da Judith Bowles, una scrittrice statunitense. I genitori si separarono un anno dopo la sua nascita. Era anche cugina di Robert Louis-Dreyfus (1943-2009), manager dell'Adidas e proprietario dell'Olympique de Marseille tra il 1996 e il 2000. La sorellastra Lauren Bowles è anch'essa attrice ed è apparsa in numerose serie TV.

Julia Louis-Dreyfus passò l'infanzia in numerosi stati (tra cui Sri Lanka, Colombia e Tunisia), seguendo le numerose attività lavorative del padre e il progetto umanitario Hope. Si è diplomata alla Holton-Arms School a Bethesda, Maryland, nel 1979 e si è laureata alla Northwestern University a Evanston, Illinois (che nel 2007 le consegnerà una laurea honoris causa). Studia recitazione, prima di approdare al Saturday Night Live (1982-1985).

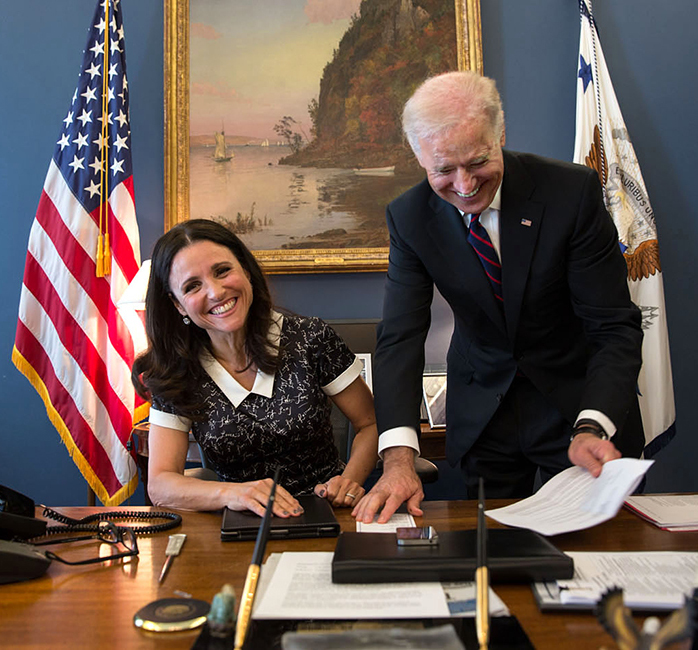
Julia Louis-Dreyfus assieme al vicepresidente Joe Biden alla Casa Bianca nel 2013

Julia Louis-Dreyfus è stata una cast member del Saturday Night Live dal 1982 al 1985 ed è una delle più giovani cast member nella storia dello show, aveva appena 21 anni. Mentre era al SNL ha conosciuto lo sceneggiatore Larry David, creatore insieme a Jerry Seinfeld della serie Seinfeld nella quale ha interpretato per 9 stagioni il ruolo di Elaine Benes. Dopo Seinfeld ha deciso di iniziare un'altra sitcom Watching Ellie ma che ebbe poco successo e fu cancellata dopo la prima stagione composta da 17 episodi. 
Nel 2006 dopo aver partecipato come guest-star in varie serie TV, inizia una nuova sitcom sulla CBS La complicata vita di Christine. La serie ottiene buoni ascolti e riesce a vincere l'Emmy per miglior attrice protagonista in una serie comedy. Ha avuto un ruolo ricorrente nella serie Arrested Development - Ti presento i miei ed ha partecipato a 3 episodi della serie I Simpson dando la voce al personaggio Gloria Jailbird.
Il 13 maggio 2006 è ritornata come presentatrice del Saturday Night Live. L'attrice, che ha ricevuto una stella nella Hollywood Walk of Fame il 4 maggio 2010, nel 2009 è apparsa insieme al cast di Seinfeld nella serie Curb Your Enthusiasm. Nel 2010 si è unita al cast della web-serie Web Therapy. Sempre nel 2010 ha partecipato al 4 episodi della quinta stagione di 30 Rock. Dal 2012 al 2019 è stata protagonista della serie televisiva Veep - Vicepresidente incompetente.
Nel 2021 Louis-Dreyfus è apparsa nella miniserie televisiva del Marvel Cinematic Universe su Disney+ The Falcon and the Winter Soldier nel ruolo della Contessa Valentina Allegra de Fontaine, anche se originariamente doveva debuttare nel film Black Widow (dove appare nella scena dopo i titoli di coda). Ha ripreso tale ruolo anche nei film Black Panther: Wakanda Forever (2022) e Thunderbolts* (2025).

## Vita privata
È sposata dal 1987 con l'attore e comico Brad Hall, dal quale ha avuto due figli: Henry (1992) e Charles (1997).
Il 28 settembre 2017 annunciò sul suo account Twitter di avere un tumore al seno, diagnosticatole il giorno dopo che vinse il suo sesto Emmy come miglior attrice protagonista nella serie TV Veep - Vicepresidente incompetente. Nell'ottobre 2018, mentre era ospite al Jimmy Kimmel Live!, annuncia di essere totalmente guarita dal cancro.

## Filmografia

### Cinema
- Troll, regia di John Carl Buechler (1986)
- Hannah e le sue sorelle (Hannah and Her Sisters), regia di Woody Allen (1986)
- Soul Man, regia di Steve Miner (1986)
- Un Natale esplosivo (Christmas Vacation), regia di Jeremiah S. Chechik (1989)
- Un eroe piccolo piccolo (Jack the Bear), regia di Marshall Herskovitz (1993)
- Genitori cercasi (North), regia di Rob Reiner (1994)
- Due padri di troppo (Father's Day), regia di Ivan Reitman (1997)
- Harry a pezzi (Deconstructing Harry), regia di Woody Allen (1997)
- Picture Paris, regia di Brad Hall - cortometraggio (2011)
- Non dico altro (Enough Said), regia di Nicole Holofcener (2013)
- Downhill, regia di Nat Faxon e Jim Rash (2020)
- Black Widow, regia di Cate Shortland (2021) - cameo
- Black Panther: Wakanda Forever, regia di Ryan Coogler (2022)
- Beth & Don, regia di Nicole Holofcener (2023)
- Tuesday, regia di Daina O. Pusic (2023)
- You People, regia di Kenya Barris (2023)
- A dire il vero (You Hurt My Feelings), regia di Nicole Holofcener (2023)
- Thunderbolts*, regia di Jake Schreier (2025)

### Televisione
- The Art of Being Nick, regia di Sam Weisman - film TV (1986)
- Casa Keaton (Family Ties) - serie TV, 1 episodio (1988)
- Day by Day - serie TV, 33 episodi (1988-1989)
- The Single Guy - serie TV, 1 episodio (1995)
- London Suite, regia di Jay Sandrich - film TV (1996)
- Seinfeld - serie TV, 172 episodi (1990-1998)
- Geppetto, regia di Tom Moore - film TV (2000)
- Watching Ellie – serie TV, 17 episodi (2002-2003)
- Arrested Development - Ti presento i miei (Arrested Development) – serie TV, 4 episodi (2004-2005)
- Saturday Night Live - programma TV, 58 episodi (1982-2007)
- Curb Your Enthusiasm – serie TV, 8 episodi (2000-2009)
- La complicata vita di Christine (The New Adventures of Old Christine) – serie TV, 88 episodi (2006-2010)
- Web Therapy - web serie, 3 episodi (2010)
- 30 Rock – serie TV, 1 episodio (2010)
- Web Therapy - serie TV, 1 episodio (2012)
- Veep - Vicepresidente incompetente (Veep) – serie TV, 65 episodi (2012-2019)
- The Falcon and the Winter Soldier – serie TV, 2 episodi (2021)

### Doppiatrice
- I dinosauri (Dinosaurs) – serie TV, 1 episodio (1992)
- Dr. Katz, Professional Therapist – serie TV, 1 episodio (1997)
- Hey, Arnold! – serie TV, 1 episodio (1997)
- A Bug's Life - Megaminimondo (A Bug's Life), regia di John Lasseter e Andrew Stanton (1998)
- La fattoria degli animali (Animal Farm), regia di John Stephenson - film TV (1999)
- I Simpson (The Simpsons) - serie TV, 3 episodi (2001-2008)
- Planes, regia di Klay Hall (2013)
- Onward - Oltre la magia (Onward), regia di Dan Scanlon (2020)

## Riconoscimenti
- Golden Globe
  - 1995 – Miglior attrice non protagonista in una serie per Seinfeld
  - 1996 – Candidatura per la miglior attrice non protagonista in una serie per Seinfeld
  - 2007 – Candidatura per la miglior attrice in una serie commedia o musicale per La complicata vita di Christine
  - 2013 – Candidatura per la miglior attrice in una serie commedia o musicale per Veep - Vicepresidente incompetente
  - 2014 – Candidatura per la migliore attrice in un film commedia o musicale per Non dico altro
  - 2015 – Candidatura per la miglior attrice in una serie commedia o musicale per Veep – Vicepresidente incompetente
  - 2016 – Candidatura per la miglior attrice in una serie commedia o musicale per Veep – Vicepresidente incompetente
  - 2017 – Candidatura per la miglior attrice in una serie commedia o musicale per Veep – Vicepresidente incompetente

- Premio Emmy
  - 1992 – Candidatura per la migliore attrice non protagonista in una serie commedia per Seinfeld
  - 1993 – Candidatura per la migliore attrice non protagonista in una serie commedia per Seinfeld
  - 1994 – Candidatura per la migliore attrice non protagonista in una serie commedia per Seinfeld
  - 1995 – Candidatura per la migliore attrice non protagonista in una serie commedia per Seinfeld
  - 1996 – Migliore attrice non protagonista in una serie commedia per Seinfeld
  - 1997 – Candidatura per la migliore attrice non protagonista in una serie commedia per Seinfeld
  - 1998 – Candidatura per la migliore attrice non protagonista in una serie commedia per Seinfeld
  - 2006 – Migliore attrice protagonista in una serie commedia per La complicata vita di Christine
  - 2007 – Candidatura per la migliore attrice protagonista in una serie commedia per La complicata vita di Christie
  - 2008 – Candidatura per la migliore attrice protagonista in una serie commedia per La complicata vita di Christie
  - 2009 – Candidatura per la migliore attrice protagonista in una serie commedia per La complicata vita di Christie
  - 2010 – Candidatura per la migliore attrice protagonista in una serie commedia per La complicata vita di Christie
  - 2012 – Candidatura per la migliore serie commedia per Veep – Vicepresidente incompetente
  - 2012 – Migliore attrice protagonista in una serie commedia per Veep – Vicepresidente incompetente
  - 2013 – Candidatura per la migliore serie commedia per Veep – Vicepresidente incompetente
  - 2013 – Migliore attrice protagonista in una serie commedia per Veep – Vicepresidente incompetente
  - 2014 – Candidatura per la migliore serie commedia per Veep – Vicepresidente incompetente
  - 2014 – Migliore attrice protagonista in una serie commedia per Veep – Vicepresidente incompetente
  - 2015 – Migliore serie commedia per Veep – Vicepresidente incompetente
  - 2015 – Migliore attrice protagonista in una serie commedia per Veep – Vicepresidente incompetente
  - 2016 – Migliore serie commedia per Veep – Vicepresidente incompetente
  - 2016 – Migliore attrice protagonista in una serie commedia per Veep – Vicepresidente incompetente
  - 2017 – Migliore serie commedia per Veep – Vicepresidente incompetente
  - 2017 – Migliore attrice protagonista in una serie commedia per Veep – Vicepresidente incompetente
  - 2019 – Candidatura per la migliore serie commedia per Veep – Vicepresidente incompetente
  - 2019 – Candidatura per la migliore attrice protagonista in una serie commedia per Veep – Vicepresidente incompetente

- Critics' Choice Awards
  - 2012 – Candidatura per la migliore attrice in una serie commedia per Veep – Vicepresidente incompetente
  - 2013 – Migliore attrice in una serie commedia per Veep – Vicepresidente incompetente
  - 2014 – Candidatura per la migliore attrice in un film commedia per Non dico altro
  - 2014 – Migliore attrice in una serie commedia per Veep – Vicepresidente incompetente
  - 2015 – Candidatura per la migliore attrice in una serie commedia per Veep – Vicepresidente incompetente
  - 2016 – Candidatura per la migliore attrice in una serie commedia per Veep – Vicepresidente incompetente

- Satellite Award
  - 2006 – Candidatura per la miglior attrice in una serie commedia o musicale per La complicata vita di Christie
  - 2007 – Candidatura per la miglior attrice in una serie commedia o musicale per La complicata vita di Christie
  - 2008 – Candidatura per la miglior attrice in una serie commedia o musicale per La complicata vita di Christie
  - 2011 – Candidatura per la miglior attrice in una serie commedia o musicale per Veep – Vicepresidente incompetente
  - 2012 – Candidatura per la miglior attrice in una serie commedia o musicale per Veep – Vicepresidente incompetente
  - 2014 – Candidatura per la migliore attrice per Non dico altro
  - 2014 – Candidatura per la miglior attrice in una serie commedia o musicale per Veep – Vicepresidente incompetente
  - 2015 – Candidatura per la miglior attrice in una serie commedia o musicale per Veep – Vicepresidente incompetente
  - 2016 – Candidatura per la miglior attrice in una serie commedia o musicale per Veep – Vicepresidente incompetente
  - 2018 – Candidatura per la miglior attrice in una serie commedia o musicale per Veep – Vicepresidente incompetente

- Screen Actors Guild Award
  - 1995 – Candidatura per la migliore attrice in una serie commedia per Seinfield
  - 1995 – Miglior cast in una serie commedia per Seinfield
  - 1996 – Candidatura per la migliore attrice in una serie commedia per Seinfield
  - 1996 – Candidatura per la miglior cast in una serie commedia per Seinfield
  - 1997 – Migliore attrice in una serie commedia per Seinfield
  - 1997 – Miglior cast in una serie commedia per Seinfield
  - 1998 – Migliore attrice in una serie commedia per Seinfield
  - 1998 – Miglior cast in una serie commedia per Seinfield
  - 1999 – Candidatura per la migliore attrice in una serie commedia per Seinfield
  - 2007 – Candidatura per la migliore attrice in una serie commedia per La complicata vita di Christie
  - 2010 – Candidatura per la migliore attrice in una serie commedia per La complicata vita di Christie
  - 2014 – Migliore attrice in una serie commedia per Veep – Vicepresidente incompetente
  - 2014 – Candidatura per la miglior cast in una serie commedia per Veep – Vicepresidente incompetente
  - 2015 – Candidatura per la migliore attrice in una serie commedia per Veep – Vicepresidente incompetente
  - 2015 – Candidatura per la miglior cast in una serie commedia per Veep – Vicepresidente incompetente
  - 2016 – Candidatura per la migliore attrice in una serie commedia per Veep – Vicepresidente incompetente
  - 2016 – Candidatura per la miglior cast in una serie commedia per Veep – Vicepresidente incompetente
  - 2017 – Migliore attrice in una serie commedia per Veep – Vicepresidente incompetente
  - 2017 – Candidatura per la miglior cast in una serie commedia per Veep – Vicepresidente incompetente
  - 2018 – Migliore attrice in una serie commedia per Veep – Vicepresidente incompetente
  - 2018 – Miglior cast in una serie commedia per Veep – Vicepresidente incompetente

## Doppiatrici italiane
Nelle versioni in italiano delle
Opere in cui ha recitato, Julia Louis-Dreyfus è stata doppiata da:
- Eleonora De Angelis in Seinfeld, Due padri di troppo, Downhill, The Falcon and the Winter Soldier, Black Widow, Black Panther: Wakanda Forever, You People, A dire il vero, Thunderbolts*
- Roberta Greganti in Harry a pezzi, La complicata vita di Christine, Veep - Vicepresidente incompetente, Non dico altro
- Loredana Nicosia in Un Natale esplosivo, Un eroe piccolo piccolo
- Silvia Pepitoni in Soul Man
- Roberta Paladini in Genitori cercasi
- Alessandra Korompay in Arrested Development - Ti presento i miei
- Sabrina Duranti in 30 Rock
- Renata Fusco in Geppetto

Da doppiatrice è sostituita da:
- Rita Baldini ne La fattoria degli animali
- Chiara Colizzi in A Bug's Life - Megaminimondo
- Serena Dandini ne I Simpson
- Micaela Ramazzotti in Planes
- Sabrina Ferilli in Onward - Oltre la magia